# عديد الببتيد المعدي المثبط
عديد الببتيد المعدي المثبط (Gastric inhibitory polypeptide (GIP
أو البيبتيد المثبط المعدي، ويدعى أيضا البيبيتيد المطلق للأنسولين المعتمد على الغلوكوز glucose-dependent insulinotropic peptide
هو هرمون مثبط لإفراز عائلة من الهرمونات، وبينما هو مثبط ضعيف لإفراز الحمض المعدي إلا أنه يلعب دورا رئيسيا في تحريض إفراز الأنسولين .
البيبتيد المثبط المعدي مع البيبتيد 1 الشبيه بالغلوكاغون glucagon-like peptide-1 (GLP-1 ينتميان لمجموعة من الجزيئات يشار إليها بالإنكريتينات (incretins).
الاصطناع والنقل:
عديد البيبتيد المثبط المعدي GIP مشتق من طليعة بروتينية مكونة من 153 حمض أميني مرمزة من قبل مورثة GIP.
يسير GIP الفعال بيولوجيا في الدوران كبيبتيد مكون من 42 حمض أميني.
يتم اصطناعه من قبل خلايا K الموجودة في مخاطية العفج والصائم من السبيل المعدي المعوي.
مستقبلات الGIP هي بروتينات عابرة للغشاء سبع مرات توجد على أسطح خلايا بيتا البنكرياسية.
الوظيفة:
سمي قديما البيبتيد المثبط المعدي المعوي أو البيبتيد المثبط المعدي، وقد وجد ليخفض إفراز الحمص المعدي لحماية الأمعاء الدقيقة من ضرر الحمض، وينقص معدل انتقال الطعام من المعدة، ويثبيط حركية السبيل المعدي المعوي وإفراز الحمض.
على أية حال هذا غير صحيح، فقد اكتشف أن هذه التأثيرات تتحقق فقط مع المستويات الأعلى من المستوى الفيزيولوجي الطبيعي، وهذه النتائج تظهر طبيعيا في الجسم عبر هرمون مشابه هو السيكريتين.
يعتقد الآن أن وظيفة الGIP هي تحريض إفراز الأنسولين والذي يتحرض أولا بارتفاع تناضحية الغلوكوز في العفج.
بعد هذا الاكتشاف، بعض الباحثين فضلوا استخدام اسم جديد هو «البيبتيد المطلق للأنسولين المعتمد على الغلوكوز» مع الاحتفاظ بالاختصار (أو أوائل حروف الكلمات) GIP.
كمية الأنسولين المفرز أكبر عند تناول الغلوكوز فمويا عنه عند حقنه وريديا.